# Tosca (opera)
Tosca je opera v treh dejanjih Giacoma Puccinija. Libreto sta po istoimenski drami Victoriena Sardouja napisala Luigi Illica in Giuseppe Giacosa. Krstna predstava je bila v rimskem gledališču Teatro Costanzi 14. januarja 1900. Naslovno vlogo je pela sopranistka Hariclea Darclée.

## Osebe
- Floria Tosca, pevka - sopran
- Mario Cavaradossi, slikar - tenor
- baron Scarpia, policijski šef - bariton
- Cesare Angelotti, bivši konzul, sedaj zapornik - bas
- cerkovnik - bas
- Spoletta, policijski agent - tenor
- Sciarrone - bas
- ječar - bas
- pastirček - alt
- Vojaki, policijski agenti, meščani, umetniki

## Vsebina
Zgodba se dogaja v nemirnih junijskih dneh leta 1800 v Rimu. Napoleon je prodiral vedno globlje v severno Italijo in privrženci idealov francoske revolucije - med njimi tudi aristokrati - so ga nestrpno pričakovali. Oblasti so močno pritegnile vajeti, da so jih krotile. Polnile so ječe, vsak dan so meščani večnega mesta slišali za nove smrtne obsodbe. Nad Rimom je plavala senca zloglasnega policijskega šefa Scarpie, ki je razpredel široko mrežo svojih zaupnikov ... 

### Prvo dejanje
In vendar se je revolucionarju, konzulu prve rimske republike, Angelottiju posrečilo pobegniti iz zloglasne ječe na Angelskem gradu in se zateči v cerkev, kjer naj bi se preoblekel. Angelotti niti ne sluti, da v tej cerkvi njegov prijatelj in revolucionar Mario Cavaradossi slika Madonin portret. Srečanje z njim je nadvse prisrčno. Po Toskinem nenadnem obisku v cerkvi se prijatelja dogovorita o begu. Treba je hiteti, zakaj Scarpia je s topovskim strelom že mobiliziral svoje vohune. Angelottiju je na razpolago Cavaradossijeva vila oziroma vodnjak sredi parka, kjer se bo lahko skril pred zasledovalci. V zadnjem hipu se Angelotti umakne. V cerkev privihra cerkovnik z novico, da je Napoleon premagan; za njim pride sem še sam Scarpia. Njegovemu policijskemu nosu ne uide, da je bil Angelotti pred nekaj trenutki tu in da mu je pri begu pomagal Cavaradossi. Slikarjevo ljubico Tosco vpreže zdaj v svoj zloglasni vohunski voz in z njo se odpravi na zasledovanje.

### Drugo dejanje
Scarpijev agent Spoletta naznani šefu aretacijo Cavaradossiija. V naslednjem trenutku je umetnik že pred Scarpio. In kakor prej agentom, tako tudi šefu policije Cavaradossi zdaj zatrjuje, da ne ve ničesar o Angelottiju. Scarpia ga hoče s silo pripraviti do govora. In ko Tosca ne more več prenašati Marijevih krikov in Scarpiji zaupa, kje se skriva Angelotti, ko se Mario s studom obrne od Tosce, ki je prijatelja izdala, v jezi še enkrat izpove svoje politično prepričanje, za kar ga Scarpia sklene usmrtiti. Pomilostil bi ga le pod pogojem, če bi se mu Tosca vdala. Tosca na videz privoli, še prej pa izprosi dovolilnici zase in za Maria, s katerima bi že jutri zgodaj zapustila Rim. Ko Scarpia napiše listine in se ves strasten približuje Tosci, ga ta zabode. Nato z dokumenti odhiti k Mariu v ječo.

### Tretje dejanje
Na ploščadi Angelskega gradu piše Cavaradossi poslovilno pismo, ko prihiti Tosca in mu pove, kaj se je pravkar zgodilo. Tudi pomiri ga, zakaj vojaki ga bodo po Scarpijevem naročilu streljali le navidezno. Toda ko vojaki odidejo in Tosca vsa srečna odgrne rjuho, s katero so Maria po salvi pokrili, z grozo zazna, da je mrtev. Scarpia jo je torej nalagal. Še preden jo dosežejo vojaki, ki so že zvedeli za Scarpijevo smrt, se Tosca požene z zidov gradu v globino.